# Kościół św. Katarzyny w Oppenheimie

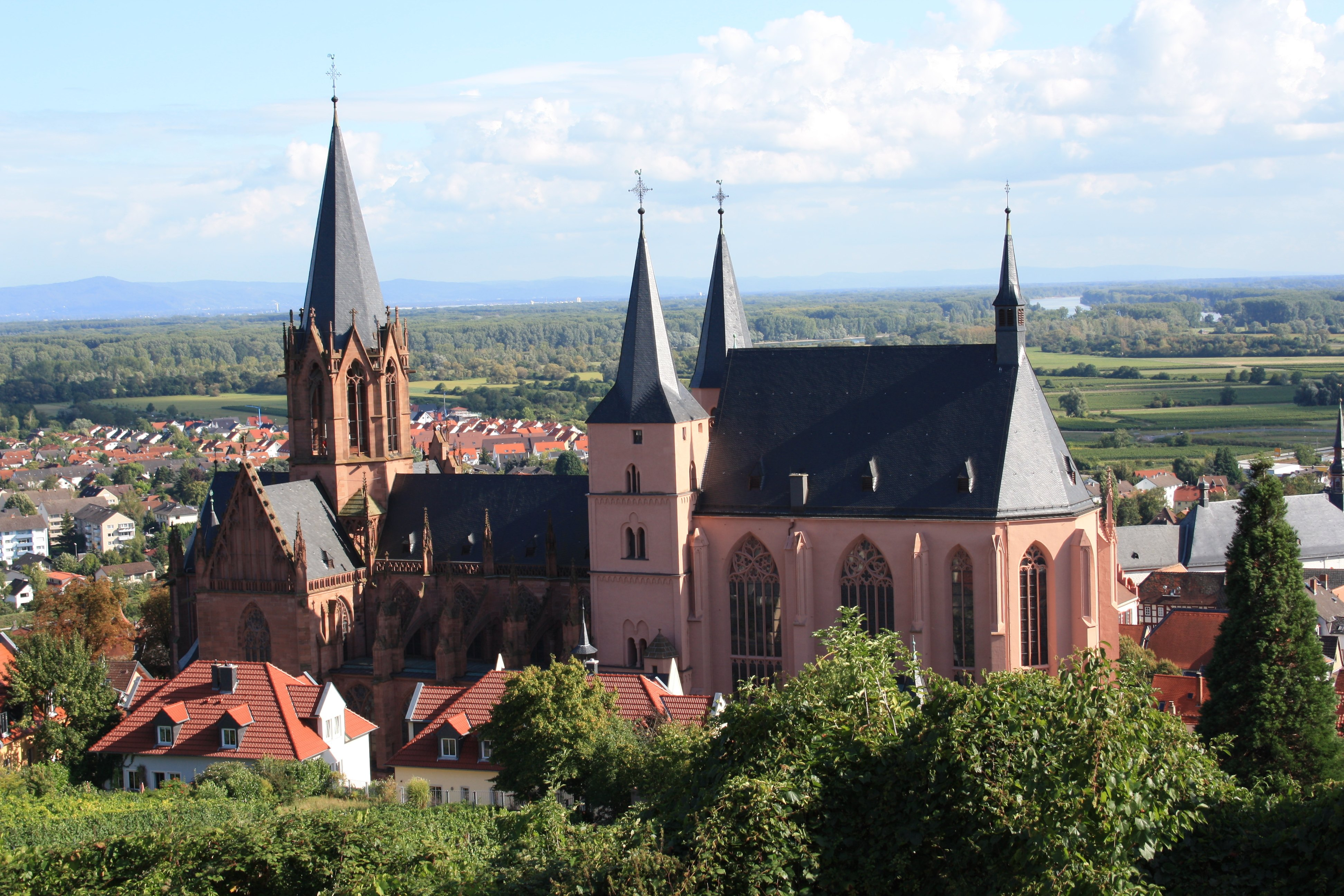
Widok na kościół od strony północnej

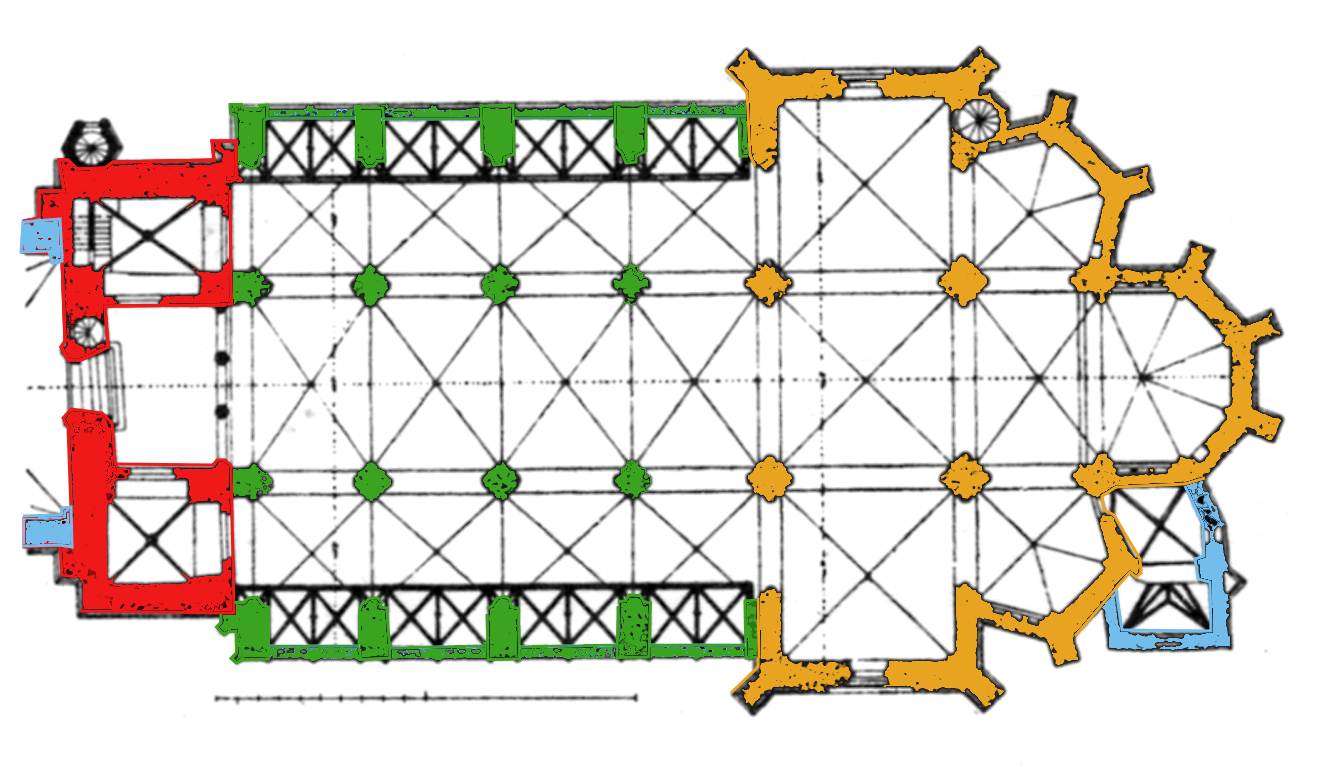
Plan kościoła z zaznaczonymi fazami budowy (bez kaplicy zachodniej)

Kościół pw. Świętej Katarzyny Aleksandryjskiej w Oppenheimie – jedno z ważniejszych dzieł architektury gotyckiej w Niemczech.

## Historia
Położone nad Renem miasteczko, od XIII do XVI stulecia Wolne Miasto Rzeszy, znane jest z długiej tradycji uprawy winorośli oraz handlu winem. Kościół powstał na terenie założonego w 1234 Nowego Miasta, sąsiadującego z najstarszą częścią miasta skupioną wokół kościoła św. Sebastiana. Ponieważ o władzę świecką w Oppenheimie ubiegali zarówno jak biskupi Wormacji, jak arcybiskupi Moguncji wywołało to spór. Interweniował Ryszard z Kornwalii, który w 1256 podzielił Oppenheim pomiędzy zwaśnionymi biskupstwami. Nowe Miasto otrzymał Zygfryd III z Eppsteinu. Nie korzyści gospodarcze, silne aspiracje miasta, wzrost ludności a ambitne aspiracje arcybiskupa mogunckiego były powodami aby zrealizować, jak się okazało, jedną z największych inwestycji w okresie gotyku na terenie arcybiskupstwa mogunckiego. To wielkie przedsięwzięcie wymagało zdolnych architektów, kamieniarzy oraz strzechy budowlanej.
Budowę rozpoczęto w pierwszej połowie XIII w., od wzniesienia nawy z dwuwieżową fasadą. Od 1262 rozpoczęto budowę wschodniego chóru. Na początek XIV wieku przypada gruntowna rozbudowa korpusu nawowego, 20 lat wymagała budowa i dekoracja nawy południowej (1317 – ok. 1340). Około 1350 wzniesiono transept. W latach 1414–1439 wzniesiono chór zachodni. W wyniku walki Ludwika XIV o palatynat kościół poniósł poważne zniszczenia.
Aż do XIX wieku kościół znajdował się w stanie ruiny. Po odbudowie i gruntownej renowacji połączonej z regotyzacją wnętrza przywrócono kolegiacie dawną świetność.

## Architektura

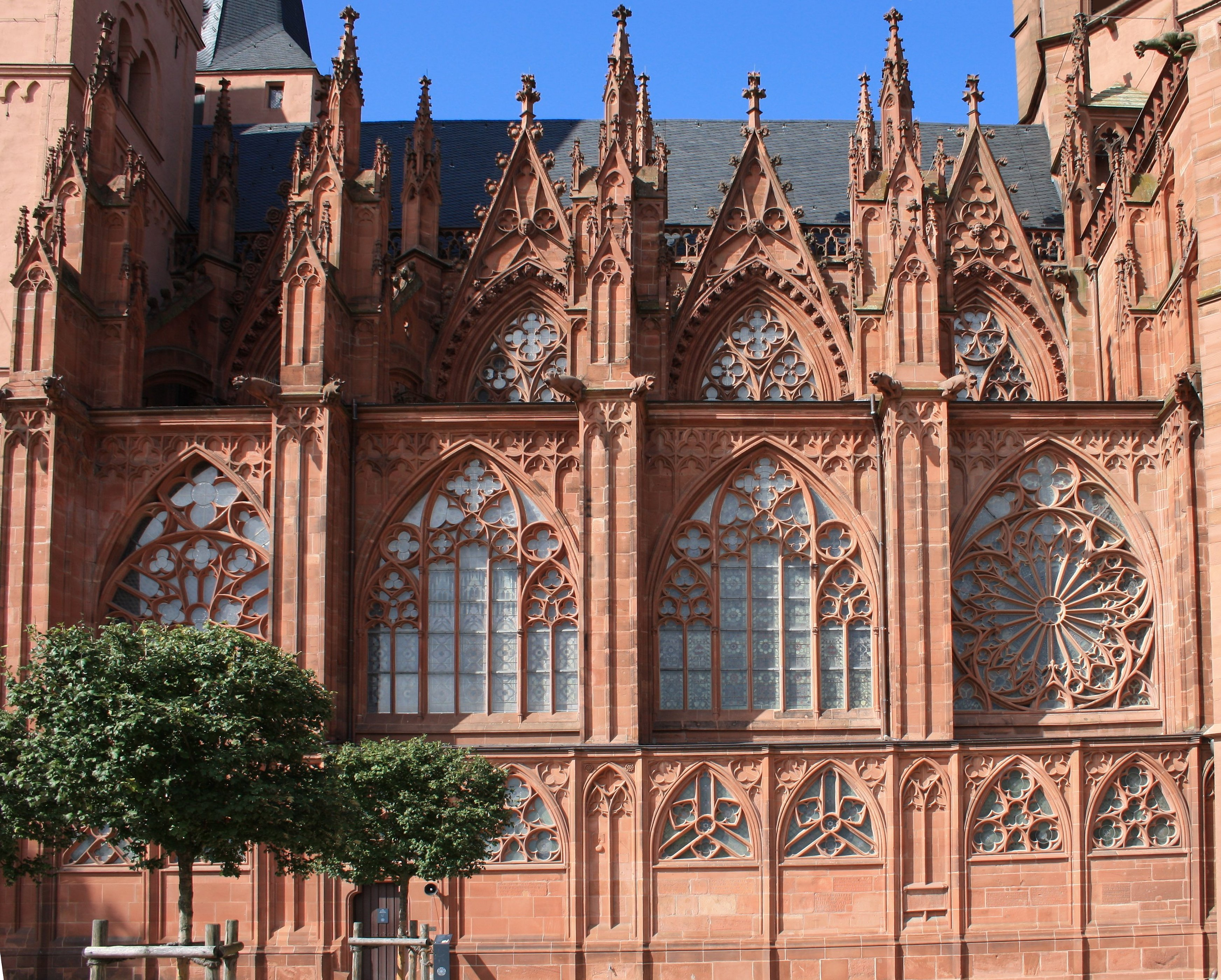
Korpus nawowy od strony południowej

### Struktura kościoła
Stojący na plateau góry porośniętej winem zbudowany z czerwonego piaskowca kościół jest ważnym przykładem dojrzałego gotyku katedralnego. Składa się z dwóch części, starszej – którą stanowi trójnawowa bazylika z transeptem, czteroprzęsłowym korpusem nawowym zamkniętym od zachodu dwuwieżową fasadą, oraz młodszej – jest nią chór zachodni, dwuprzęsłowy, zamknięty wielobocznie. Starsza część budowana na planie krzyża łacińskiego, do naw bocznych przylegają kaplice, o niewielkiej wysokości. Na skrzyżowaniu naw wznosi się wysoka zbudowana na planie oktogonu wieża. Chór zachodni jest wyższy od części wschodniej. Do północnej elewacji chóru przylegają kaplice.

### Architektura wnętrza
Nawy i chór zachodni nakryte są sklepieniem krzyżowo-żebrowym, które dźwigają smukłe w kształcie gotyckich kolumienek służki przylegających do ścian (prezbiterium, transept) i rombowych filarów, które są zdobione kapitelami (korpus nawowy). Olbrzymie okna wypełniają niemal w całości (szczególnie w korpusie nawowym) ściany elewacji, posiadają bardzo wyszukaną dekorację maswerkową. Maswerki od strony zewnętrznej są zaakcentowane wypukłym profilowaniem. Podobnie jak zewnątrz, widoczne są tu odmienne formy architektoniczne które sugerują kilkuetapową budowę kościoła.
Architekturę wnętrza poszczególnych partii cechuje klarowna artykulacja ścian za pomocą filarów i służek, zaś w korpusie nawowym został tutaj mocno podkreślony rytm arkad międzynawowych. Stosunkowo niskie dwuprzęsłowe kaplice oddzielone są od nawy bocznej parzystymi arkadami. Wysoki, XV-wieczny chór zachodni cechuje znajomość ówczesnego kunsztu architektonicznego, nakryty jest sklepieniem sieciowym.

### Elewacje zewnętrzne
Bardzo przejrzysta artykulacja ścian we wnętrzu kontrastuje z architekturą elewacji zewnętrznych. Mnogość wyszukanych środków wyrazu, detalu architektonicznego, plastyczność elewacji jest połączona z elementami konstrukcyjnymi jednolitą materią, czerwonym piaskowcem. Na zewnątrz ściany naw i prezbiterium są oszkarpowane, ponadto nawa główna jest wsparta łękami oporowymi spojonymi z monumentalnymi przyporami naw bocznych, z wysokimi aediculami zwieńczonymi graniastymi sterczynami. W przeciwieństwie do masywnych, skromniej dekorowanych elewacji prezbiterium, transeptu (ściany czołowe są jedynie ozdobione schodkowymi szczytami oraz maswerkami okien) i zachodniego chóru elewacje korpusu posiadają bardzo wyszukaną dekorację którą tworzą takie elementy jak maswerki (niektóre ze stylizowanym  motywem rozety) bogato profilowane laskowania, niemal całkowicie wypełniające lica ścian, przypór itp. Okna nawy głównej są zwieńczone strzelistymi wimpergami. Należy wskazać, iż dekoracja korpusu nawowego składa się niemal całkowicie z elementów architektonicznych, zaś dekoracje rzeźbiarskie są niewidoczne.

## Wnętrze

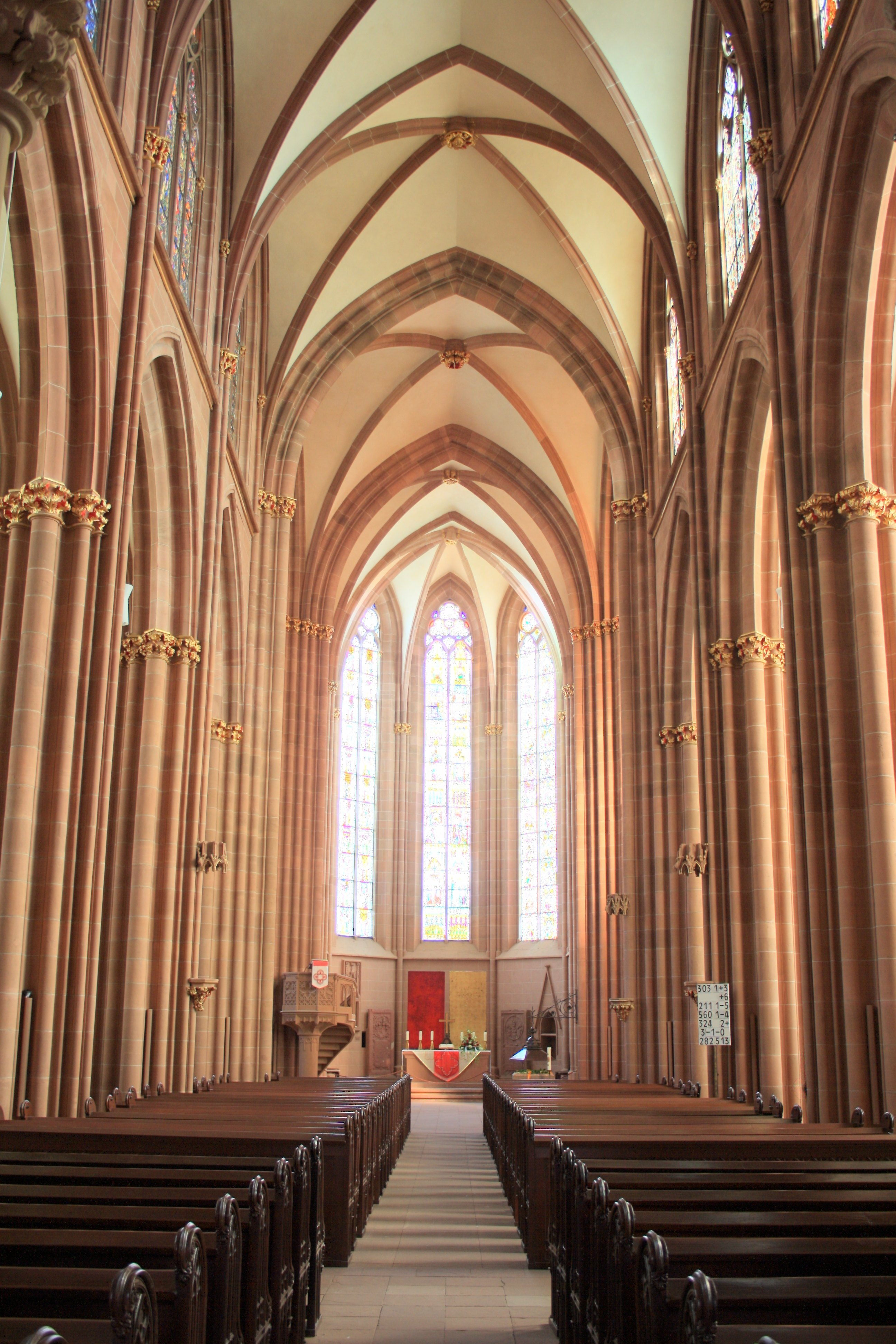
Widok wnętrza w kierunku wschodnim

Wnętrze jest nader skromne, jeżeli chodzi o stan wyposażenia. W celu odsłonięcia gotyckiej architektury, dawne, pochodzące z doby baroku wyposażenie zostało usunięte.

### Rzeźba architektoniczna
Na dekorację rzeźbiarską składają się przede wszystkim kapitele filarów i służek, wsporniki oraz zworniki. Kapitele zdobi ornamentyka roślinna, przede wszystkim liście winorośli, a także winogrona nawiązujące do tradycji winobrania w mieście. Z kolei zworniki posiadają rzeźbione maski, główki starców i młodzieńców o bardzo naturalistycznych twarzach, niektóre główki są ułożone w formie czworoliścia.
W chórze zachodnim jest widoczne główne wejście do kościoła. Jest to ostrołukowy portal z dwoma ościeżami, o dekorowanych motywem liścia winnej latorośli archiwoltach. Portal flankują filary, zaś na zwieńczeniu wśród laskowań dostrzegamy scenę Zwiastowania na narożach płaskorzeźby Marii i Archanioła Gabriela.

### Rzeźbasepulkralna

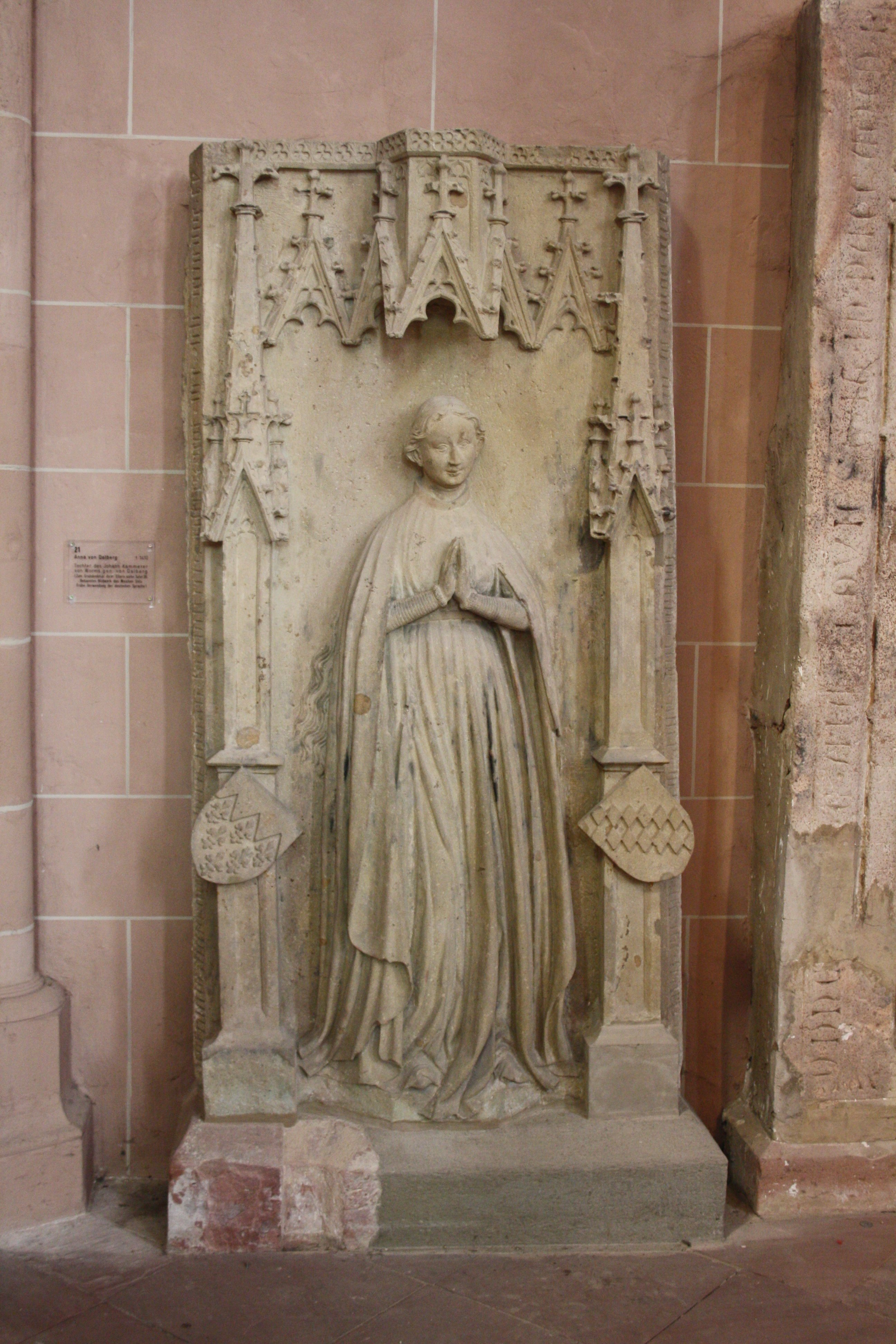
Gotycki nagrobek Anny von Dalberg

Bogaty i zróżnicowany repertuar plastyki kamiennej prezentuje duży zespół płyt nagrobnych, głównie z XIV i XV wieku. Wśród nich wyróżniają się: nagrobek Anny von Dalburg (+1410) jest, płaskorzeźbionym, całopostaciowym przedstawieniem zmarłej w pozie modlitewnej, o pogodnej, uśmiechniętej twarzy. Ponadto posiada bogata dekorację architektoniczną, na którą składają się filary z herbami zwieńczone fialami, oraz baldachim. Podobny kształt ma  XV-wieczny nagrobek Thana Knebela von Katzenelnbogen (+1401), oraz nagrobek Johana von Dahlberga (+1415) i jego małżonki Anny. Postaci zmarłych odzianych w dworskie stroje depczą lwy, ponad parą ozdobny baldachim z programem heraldycznym. Rzeźbiony w formie płaskiego reliefu płyta nagrobna Johannesa von Drocka (+1425) przedstawia wizerunek świętego Jana Ewangelisty, pisana minuskułą inskrypcja znajduje się na bordiurze. Podobną formę posiada wcześniejsza płyta nagrobna upamiętniająca Philippa von Wannenberg (+1362) ukazującego zmarłego w zbroi.